# Phillips County, Arkansas
Phillips County är ett administrativt område i delstaten Arkansas, USA. År 2010 hade countyt 21 757 invånare. Den administrativa huvudorten (county seat) är Helena-West Helena.

## Geografi
Enligt United States Census Bureau så har countyt en total area på 1 884 km². 1 794 km² av den arean är land och 90 km² är vatten.

### Angränsande countyn
- Lee County - nord
- Tunica County, Mississippi - nordöst
- Coahoma County, Mississippi - öst
- Bolivar County, Mississippi - sydöst
- Desha County - syd
- Arkansas County - sydväst
- Monroe County - nordväst

## Personer från Phillips County
- Levon Helm, trummis och sångare i The Band
- Robert Lockwood Jr, bluesgitarrist och sångare
- Roosevelt Sykes, bluespianist och -sångare